# Astronomie-Messe AME

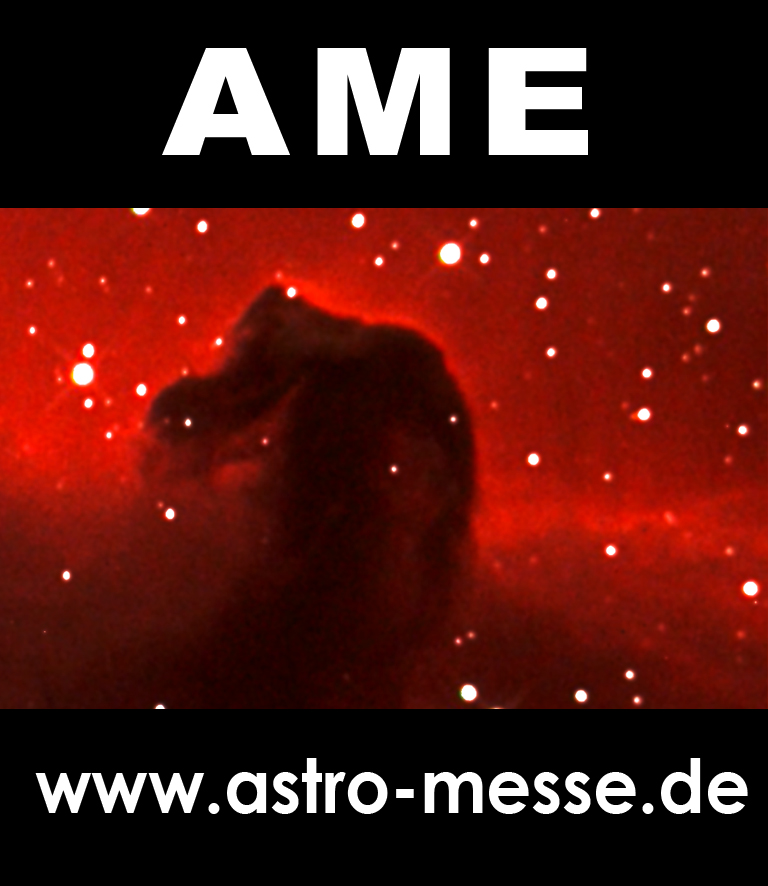
Das Logo der Astro-Messe

Astro-Messe AME, Blick in die Halle A

Astro-Messe AME

Die Astronomie-Messe AME findet seit 2006 jährlich im September auf dem Gelände der Südwest Messe im baden-württembergischen Villingen-Schwenningen statt. Sie hat sich mit über 60 Ausstellern zur größten Astronomie-Fachmesse Europas entwickelt. 
Zielgruppe sind Hobbyastronomen aus Deutschland, Österreich, der Schweiz, Frankreich und Italien. Die Messe präsentiert Astronomie-Ausstattung und Literatur.
Zur Messe gehört ein Rahmenprogramm mit Vorträgen, Workshops und bei gutem Wetter Sonnenbeobachtungen. 
Neben Unternehmen und Händlern stellen auf der Astronomie-Messe auch Vereine, Einzelpersonen und Institute sowie Universitäten aus.
Das Logo der Astronomie-Messe AME zeigt den Pferdekopfnebel.